# Sylvilagus cognatus
Sylvilagus cognatus — один из видов американских кроликов (Sylvilagus) из отряда зайцеобразных.

## Описание
Эндемик гор Манзано в штате Нью-Мексико, США. Он встречается в хвойных лесах в большой высоте. Ранее рассматривался как подвид флоридского кролика (Sylvilagus floridanus) примерно до 1998 года.

## Распространение
Ареал Sylvilagus cognatus ограничен горами Манзано в штате Нью-Мексико. Науке известен всего по нескольким экземплярам. Голотип данного вида был пойман на высоте 2880 метров около горы Боске Пик (Bosque Peak). Позднее несколько экземпляров были собраны владельцем ранчо недалеко от города Tajique у восточного подножия гор.

## Образ жизни
О повадках Sylvilagus cognatus нет данных. Данный вид обитает в высокогорьях гор Манзано, где доминируют хвойные леса. Вероятно, требования к среде обитания у Sylvilagus cognatus сходны с таковыми у высокогорных популяций флоридского кролика.

## Угрозы и охрана
Sylvilagus cognatus не классифицируется Международным союзом охраны природы в категориях риска вымирания в силу недостатка данных. Снижение численности не зарегистрировано. Однако следует признать, что в связи с очень небольшой площадью ареала, такой риск существует.